# Directeur de la technologie
Pour les articles homonymes, voir CTO.
Le directeur de la technologie ou directeur technique (en anglais, Chief Technology Officer (CTO) ou chief technologist), est un poste de cadre dans une entreprise ou une autre entité dont le travail est axé sur les questions scientifiques et technologiques au sein de l'entreprise.
La fonction du directeur de la technologie est très reliée à la fonction du directeur des systèmes d'information (en anglais, CIO pour chief information officer). Le directeur de la technologie prend des décisions pour l'infrastructure technologique globale qui doit s'aligner étroitement sur les objectifs de l'organisation, tandis que le directeur des systèmes d'information travaille aux côtés des membres du personnel informatique de l'organisation pour effectuer les opérations quotidiennes. Le directeur de la technologie doit être au courant des technologies nouvelles et existantes pour guider les stratégies et les plans de l'entreprise.
Le rôle du directeur de la technologie varie d'une organisation à l'autre et dépend de la taille et de la dépendance de l'entreprise à la technologie.
Ce poste existe principalement dans les sociétés commercialisant des services ou des produits très technologiques, comme dans les technologies de l'information, la construction automobile et la chimie.

## Histoire
Lors de la Seconde Guerre mondiale, les technologies, en particulier la bombe atomique, le radar et le décryptage des messages secrets allemands, ont joué un rôle important dans la victoire des Alliés. Après la guerre, voyant l'importance des technologies, les grandes entreprises ont créé des laboratoires de recherche. Ces laboratoires étaient souvent situés dans des lieux distincts de leur siège social. Les objectifs de la société étaient d'y engager des scientifiques et de leur offrir des installations pour mener des recherches loin des contraintes des activités quotidiennes de l'organisation. C'est de là qu'est née l'idée d'un directeur de la technologie axé sur les infrastructures technologiques de l'entreprise.
À l'époque, le directeur du laboratoire était un vice-président d'entreprise qui ne participait pas aux décisions de l'entreprise. Le directeur technique était plutôt une personne chargée d'attirer de nouveaux scientifiques, de faire de la recherche et de développer de nouveaux produits.
Dans les années 1980, le rôle de ces directeurs de recherche a considérablement changé. La technologie devenant un élément fondamental du développement de la plupart des produits et services, les entreprises avaient besoin d'un cadre supérieur capable de comprendre l'aspect technique du produit et de donner des conseils sur les moyens de le développer et de l'améliorer.
Tout cela a conduit à la création du poste de directeur de la technologie par les grandes entreprises à la fin des années 1980, sous l'impulsion de la croissance de l'industrie des technologies de l'information et des entreprises informatiques liées à Internet.

## Vue d'ensemble
Un directeur de la technologie examine les besoins à court et à long terme d'une organisation et utilise le capital de l'organisation pour faire des investissements destinés à aider l'organisation à atteindre ses objectifs... [il] est le plus haut poste de direction technologique au sein d'une entreprise et dirige le département de technologie ou d'ingénierie. Ce rôle a pris de l'importance avec l'essor de l'industrie des technologies de l'information (TI), mais il s'est imposé depuis dans les industries technologiques de tous types, y compris les technologies informatiques (telles que le développement de jeux vidéo, le commerce électronique et les services de réseaux sociaux) et les autres technologies (telles la biotechnologie, l'industrie pharmaceutique, l'industrie de l'armement et la construction automobile). Dans les organisations non techniques, le directeur de la technologie se rapporte au directeur des systèmes d'information (CIO) et s'occupe principalement des questions à long terme et des questions générales (tout en ayant une connaissance technique approfondie du domaine concerné). Dans les organisations axées sur la technologie, les postes de directeur de la technologie et de directeur des systèmes d'information peuvent être au même niveau, le directeur des systèmes d'information se concentrant sur les technologies de l'information et le directeur de la technologie sur les autres technologies utilisées par l'entreprise.
Selon la structure et la hiérarchie de l'entreprise, il peut également y avoir des postes tels que directeur de la recherche et developpement et vice-président de l'ingénierie avec lesquels le directeur de la technologie interagit ou qu'il supervise. Le directeur de la technologie doit également avoir une connaissance pratique des questions de réglementation et de propriété intellectuelle (par exemple, les brevets, les secrets commerciaux, les contrats de licence), et être capable de communiquer avec un conseiller juridique pour intégrer ces considérations dans la planification stratégique et les négociations interentreprises.
Dans de nombreuses industries plus anciennes (dont l'existence peut être antérieure à l'automatisation des technologies de l'information) telles que la fabrication ou le transport, le besoin d'un directeur de la technologie apparait souvent lors du processus d'automatisation des activités existantes ; dans ces cas, tout rôle de type directeur de la technologie n'émerge que si et lorsque des efforts sont faits pour développer des technologies véritablement nouvelles (soit pour faciliter les opérations internes, soit pour améliorer les produits/services fournis), peut-être par intrapreneuriat.
Il existe des cours de formation spécifiques aux directeurs de la technologie dispensés par des institutions établies comme le programme CTO de Berkeley et par des institutions en ligne plus récentes comme la CTO Academy,.
La technologie étant devenue essentielle dans le monde des affaires, de nouveaux postes reliés à la technologie continuent à se créer. Par exemple, un directeur de la technologie peut aujourd'hui interagir avec un poste plus récent, le directeur de la sécurité (en anglais, CSO pour chief security officer), ou plus précisément un directeur de la sécurité de l'information. Le rôle du directeur de la sécurité est de protéger les informations et le réseau de l'entreprise contre toute intrusion qui pourrait entraîner des problèmes de confidentialité et des problèmes juridiques pour l'entreprise. Tous les postes de direction liés à la technologie doivent collaborer au sein des entreprises afin de disposer de la meilleure infrastructure de travail et relèvent habituellement du président-directeur général.

## Directeurs de la technologie célèbres
- John Carmack, directeur de la technologie dans des entreprises de jeux vidéos
- Mike Krieger, directeur de la technologie d'Instagram
- Werner Vogels (en), directeur de la technologie d'Amazon